# Zoo Station
Zoo Station es una canción de la banda de rock U2. Es la primera canción del álbum de 1991 Achtung Baby, en el que el cuarteto mostraba su reinvención musical al exponer un sonido totalmente diferente a sus discos anteriores de 1988, Rattle and Hum y de 1987 The Joshua Tree, mostrando influencias de rock alternativo, música industrial y electrónica. Esta, al ser la canción introductoria, mostraba claramente la intención del grupo en esta nueva entrega: efectos que simulaban una "explosión" de ruido, que le hacían creer al radioescucha que sus altavoces se habían averiado, voces distorsionadas para lograr una confusión auditiva y al mismo tiempo realzar la temática de las letras, las cuales hablan sobre historias surrealistas. Su nombre procede de la estación Zoologischer Garten del metro de Berlín
La canción es una de las más fácilmente reconocibles de la banda, y con ella abrieron todos los conciertos del Zoo TV Tour, tocada en 156 ocasiones, al igual que otras nueve canciones de su discografía, solamente desplazada en un ensayo público realizado el siete de agosto de 1992 en Hershey, Pensilvania por "Sunday Bloody Sunday" antes de iniciar el tercer leg denominado "Outside Broadcast". En el Vertigo Tour, se reincorporó nuevamente a los setlist en vivo y fue tocada 69 veces, ubicada como primera canción en los encores.
En lo general, recibió críticas positivas, las cuales enunciaban que en esta canción se notaba el nuevo estilo que la banda quería tener.
Ha aparecido en los lanzamientos en vivo para DVD de Zoo TV: Live From Sydney y Vertigo: Live From Chicago

## Escritura y grabación
Luego de difíciles sesiones de grabación en Hansa Studios en Berlín a fines de 1990, U2 emprendió la segunda fase de las sesiones de grabación para Achtung Baby en Dublín. Lucharon con la canción "Lady With the Spinning Head" (más tarde lanzada como B-side), pero se derivaron tres pistas separadas, "Zoo Station", "Ultraviolet (Light My Way)" y "The Fly". La banda finalmente decidió tomar "Zoo Station" en una dirección más industrial que "Lady With the Spinning Head".
"Zoo Station" se unió cerca del final de las sesiones de grabación cuando el ingeniero de audio Flood estaba mezclando la canción e introdujo distorsión en la batería. La dirección de la canción fue influenciada en gran medida por el equipo de producción de Daniel Lanois, Brian Eno y Flood. El vocalista principal Bono se había decepcionado con su voz de las primeras sesiones de grabación para el álbum y le dijo al equipo de producción: "Probemos algo que me pondrá en un lugar completamente diferente". Después de que distorsionaron su voz para hacerla sonar como si viniera de un megáfono, Bono se inspiró para cantar en persona, ya que el efecto le dio a su voz una "sensación emocional" diferente. Flood mezcló la pista final con la ayuda de Shannon Strong. Junto con Robbie Adams, Strong también ayudó a Flood con la ingeniería. Lanois proporcionó guitarra adicional durante la grabación.
Con Achtung Baby, el grupo buscó recuperar algunos de los personajes dadaístas y travesuras escénicas con las que habían incursionado a fines de la década de 1970 cuando eran adolescentes. U2 había abandonado estas ideas por temas más literales en la década de 1980. Sin embargo, para el nuevo álbum, la banda estaba interesada en dejar de tener un sentido obvio. En consecuencia, la letra de "Zoo Station" se inspiró en el surrealismo de una historia sobre Berlín durante la Segunda Guerra Mundial que escuchó Bono. Los animales escaparon del zoológico de la ciudad después de que fue dañado por los bombardeos durante la noche, y como resultado, rinocerontes, pelícanos y flamencos deambularon a la mañana siguiente mientras la gente buscaba entre los escombros. Bono también se inspiró en la estación de tren Berlín Zoologischer Garten, también conocida como "Estación del zoológico", anteriormente la estación de tren principal en Berlín Occidental. La estación era conocida por ser un lugar frecuentado por traficantes de drogas, prostitutas y proxenetas, carteristas y transitorios, particularmente antes de la reunificación alemana, cuando era administrada por el ferrocarril de Alemania Oriental. Comparó la canción con la estación, diciendo "fue escrita como una canción de apertura, las bestias saliendo de sus jaulas", y estaba interesado en usar el zoológico como metáfora y se inspiró más en la estación de metro que representaba Europa en una encrucijada.
Durante la grabación, Eno creó varias mezclas prototipo de la canción. The Edge recordó cómo estas diferentes mezclas ayudaron a la banda a crear la versión final de la pista. Una de estas primeras versiones fue lanzada más tarde con el título "Bottoms (Watashitachi No Ookina Yume)" como una canción adicional en los lanzamientos promocionales del Reino Unido y Japón del álbum experimental de 1995 Original Soundtracks 1 de Passengers, un proyecto paralelo de U2 y Eno, así como un lado B en algunas versiones del sencillo "Miss Sarajevo". "Bottoms (Watashitachi No Ookina Yume)" es una pista instrumental y fue descrita por The Edge como una mezcla "loca". Agregó que '' Bottoms '' se hizo en Japón, y nosotros solo creamos esa mezcla. A veces puedes terminar con algo completamente distintivo".
Aunque "Zoo Station" no se lanzó como sencillo, se incluyó en una grabación promocional de 12 pulgadas para promocionar el Tour de TV de U2 en América del Norte, junto con versiones de estudio y remix de "Lady with the Spinning Head".

## Composición
Como la primera canción en un álbum que fue una reinvención importante para la banda, "Zoo Station" fue una introducción al nuevo sonido de U2. La canción presenta capas de guitarra y voces distorsionadas, y percusión de influencia industrial. El periodista de rock irlandés Bill Graham cita el álbum de David Bowie Low como una gran influencia en "Zoo Station", que llamó una "nueva marca de glam rock" con "ritmos espartanos y repentinas ráfagas de melodía".
"La apertura de 'Zoo Station' hace una declaración poderosa: en su uso deliberado de sonidos 'industriales' que no nos recuerdan en absoluto a los instrumentos convencionales, en el primer plano de la tecnología al comienzo de la canción, de hecho, al hacer de este la declaración inicial del álbum: no puede haber ningún error en que U2 ha adoptado recursos de sonido nuevos para ellos. Pero el hecho de que sea un gesto deliberadamente vacilante lo pone claramente en el ámbito de la sátira. Quizás satiriza la tecnología en sí, o la nueva tecnología de U2 abrazando la tecnología".—Susan Fast
La canción se reproduce a un ritmo de 130 beats por minuto en un compás 4/4, pero solo un elemento de la introducción de la canción, una textura similar a la marimba, se reproduce en tiempo común. Este sonido, que se ha comparado con el de un tictac del reloj, se logró al elegir la cuerda D de la guitarra detrás del puente y el stopbar. En la segunda mitad del tercer tiempo, entra el riff de guitarra característico de la canción, un glissando descendente distorsionado. El glissando desciende más allá de la octava en la que comienza en un segundo mayor antes de regresar a él. Después de la segunda vez que se toca, se escucha una "explosión" de percusión, tocando el ritmo cuatro de cada segundo compás en dos ocasiones. Este sonido de percusión, interpretado por Flood, entra temprano por tercera vez y se reproduce en el tiempo dos. Luego entran los tambores, antes de detenerse y comenzar de nuevo. Al igual que los sonidos de guitarra de la canción, el timbre de la batería es notablemente diferente de las canciones anteriores de U2, ya que exhibe un "sonido frío y procesado, algo así como golpear una lata". En medio de capas de varios sonidos de guitarra, entra el bajo, la parte que se juega en la introducción y los versos que consisten en repetir notas G y A, imitando la parte ascendente del riff de guitarra después de que el glissando sobrepasa la octava. Después de que comienza el bajo, se establece el ritmo regular de la canción. A las 0:45, la progresión del acorde cambia. Quince segundos después, la canción vuelve a la progresión de acordes anterior y termina la introducción.
El guitarrista The Edge explicó que algunos de los sonidos en la introducción que se parecen a los teclados fueron creados por él en la guitarra. Sobre la introducción de la canción, el bajista Adam Clayton dice: "Cuando la gente puso el disco, queríamos que su primera reacción fuera 'este disco está roto' o 'este no puede ser el nuevo disco de U2, ha habido un error'. Así que hay una introducción extendida bastante dramática en la que simplemente no sabes lo que estás escuchando ". El autor Albin Zak, en su libro The Poetics of Rock, dice de la introducción:" Antes de que se canten las palabras, el suena solo alertar al oyente de que la banda se ha mudado a un nuevo territorio expresivo".
Después de la introducción, la canción sigue una forma convencional de verso-coro. El primer verso comienza un minuto después de la canción, con Bono anunciando: "Estoy listo, estoy listo para el gas de la risa". Durante los versos, canta principalmente en un rango medio a bajo y su voz es tratada con un procesamiento pesado, que saca el fondo del sonido y "emascula [s]" su voz. El procesamiento también introduce una calidad vacilante en su voz. El glissando de guitarra se sigue tocando durante los versos. El primer coro comienza a las 1:44, y la música refleja el cambio en la progresión de acordes de los últimos 15 segundos de la introducción. El primer coro comienza a las 1:44, y la música refleja el cambio en la progresión de acordes de los últimos 15 segundos de la introducción. La voz de Bono también se vuelve más dinámica en el coro, presentando capas de canto "garganta abierta" y recitación de letras monótonas, así como voces procesadas y no procesadas.
Junto con la presentación del nuevo sonido de la banda, la canción abre el álbum como una declaración de intenciones. Líricamente, se sugieren nuevas anticipaciones y apetitos ("Estoy listo para lo que vendrá después"), como lo es la disposición a arrojar precaución al viento y asumir riesgos ("Estoy listo para soltar el volante" ). Algunas de las letras, particularmente aquellas en el puente antes del coro final, usan la estación de metro del mismo nombre como una metáfora del tiempo: "El tiempo es un tren / Hace el futuro el pasado / Te deja parado en la estación / Tu cara presionada contra el cristal". Bono cita el disfrute de su primer hijo nacido en 1989 como una gran influencia en Achtung Baby, al igual que el segundo embarazo de su esposa durante la grabación del álbum de 1991. Bono dice que los bebés influyeron en las líneas del primer verso, "Estoy listo para decir que estoy contento de estar vivo / Estoy listo, estoy listo para el empujón".

## Recepción y legado
Tras el lanzamiento de Achtung Baby, "Zoo Station" fue alabado por muchos críticos. Steve Morse de The Boston Globe dijo que la canción era una en la que "los asaltos sónicos se unen con voces procesadas en sueños que recuerdan la psicodelia de los Beatles". El Orlando Sentinel lo llamó "ampollas" y alabó la baja mezcla de las voces de Bono, lo que permitió que la "nueva versatilidad" de The Edge en la guitarra atrajera más atención. BBC Music disfrutó de "La guitarra y la electrónica de The Edge" creando un "sonido denso [que] es irresistible", y señaló que "Zoo Station" era una pista en la que la estrategia "crea estados de ánimo en lugar de melodías". Jon Pareles de The New York Times declaró que la canción "anuncia un cambio, comenzando con un sonido metálico, un zumbido de guitarra y un crujido electrónico repetido, nada etéreo". También señaló que la voz de Bono estaba "enmascarada electrónicamente y el viejo estilo de la banda cambió por una línea de bajo agresiva y un sonido de percusión, aunque U2 no puede resistir algunos interludios más dulces".
Rolling Stone fue complementario de The Edge, comparando su estilo de tocar la guitarra en la canción con el uso de un instrumento de ritmo al "repetir una frase oscura y vibrante que impulsa el ritmo". Allmusic revisó la canción favorablemente, diciendo que "hay capas en las letras de Bono" y que al final de la canción, la canción y la banda están "en alza". Greg Kot, del Chicago Tribune, comparó la introducción de la canción a "tratar de demoler al Ministerio" con "una percusión de metal sobre metal y una guitarra eructante". Comentó que el "despertar grosero" que la canción proporciona en el álbum como la canción de apertura solo se puede comparar con el "ruido de guitarra de las uñas en la pizarra" de "Hey Hey, My My (Into the Black)" de Neil Young de Rust Never Sleeps. Posteriormente, la canción apareció como una de las siete canciones de U2 en el libro de referencia musical de 2006 1001 Songs: The Great Songs of All Time and the Artists, Stories, and Secrets.
"Zoo Station" aparece en la película de comedia y drama británica de 2002 About a Boy. En una escena, el personaje principal, Will (Hugh Grant), sube el volumen de la canción como un "esfuerzo sin hijos" para ignorar a Marcus (Nicholas Hoult), un niño que toca el timbre de Will, lo que lleva a Marcus a tocarlo al unísono con el ritmo de la canción.
La canción fue cubierta por la banda estadounidense de rock industrial Nine Inch Nails en el álbum de portada de 2011 AHK-toong BAY-bi Covered.

## En directo
"Zoo Station" hizo su debut en vivo en la noche de apertura del Zoo TV Tour el 29 de febrero de 1992 en Lakeland, Florida, y fue interpretada como la canción de apertura en cada uno de los 156 conciertos de Zoo TV. Durante las presentaciones de "Zoo Station", Bono apareció en el escenario recortado contra una pantalla gigante de ruido de video azul y blanco, haciendo su entrada como su personaje de escenario "The Fly", revestido de cuero. The Edge describió las imágenes visuales que se muestran para la canción en el contexto de la "sobrecarga sensorial" de Zoo TV que pretendía ser un comentario en los medios de comunicación: "'Zoo Station' es cuatro minutos de un televisor que no está sintonizado en cualquier estación, pero que te da interferencia y 'shash' y casi una imagen de televisión ".
"Zoo Station" no se tocó en los dos posteriores tours PopMart y Elevation, pero volvió a las listas establecidas del grupo en el Vertigo Tour de 2005-06. La canción se interpretó con mayor frecuencia durante el primer bis, junto con The Fly y otras canciones de Achtung Baby, como parte de una puesta en escena con mini-televisor de Zoo TV que rendía homenaje a aquella gira de la banda. Hizo su última aparición en noviembre de 2006, y no se volvió a tocar en vivo hasta el concierto del 24 de septiembre de 2015, en el marco del Innocence + Experience Tour.
Las actuaciones en vivo de la canción aparecen en los lanzamientos de video Zoo TV: Live from Sydney y Vértigo 2005: Live from Chicago. Una versión en vivo de "Zoo Station" del Vértigo Tour también aparece como un lado B en el maxisencillo de "Window in the Skies".

## Personal
- Bono - voz
- The Edge - guitarra eléctrica, segunda voz
- Adam Clayton - bajo eléctrico
- Larry Mullen Jr. - batería, percusión
- Brian Eno - teclado
- Daniel Lanois - guitarra adicional